# Robert Enrico
Gino Robert Enrico, född 13 april 1931 i Liévin, Pas-de-Calais, död 23 februari 2001 i Paris, var en fransk filmregissör och manusförfattare.

## Filmografi i urval
- 1960 – Sista minuten (kortfilm, manus och regi)
- 1966 – Storkäftarna (manus och regi)
- 1967 – De äventyrslystna (manus och regi)
- 1971 – Smuggelvägen (regi)
- 1974 – Farlig vetskap (manus och regi)
- 1975 – Dubbelbössan (manus och regi)
- 1983 – I namn av de mina (manus och regi)
- 1989 – Franska revolutionen (regi, delen "Les Années Lumière")